# جوليان ديفيز (لاعب جودو)
جوليان ديفيز (بالإنجليزية: Julian Davies)‏ (و. 1971  م) هو لاعب جودو، ورياضي بريطاني، ولد في ساليسبري، شارك في الألعاب الأولمبية الصيفية 1996.

## روابط خارجية
- جوليان ديفيز على موقع JudoInside.com (الإنجليزية)
- جوليان ديفيز على موقع أوليمبيديا (الإنجليزية)